# 第70師団 (日本軍)
第70師団（だいななじゅうしだん）は、大日本帝国陸軍の師団の一つ。

## 沿革
太平洋戦争開戦後に中国に在った独立混成旅団を改編し、占領地の警備と治安維持を目的に編成した治安師団の一つ。1942年（昭和17年）2月に独立混成第20旅団を基幹に、広島師管で編成された歩兵第62旅団を加えて編成された。同年4月に編成完了後、第13軍に属し、上海方面の警備や治安維持に従事した。
師団の編制は、4つの独立歩兵大隊から成る歩兵旅団（甲師団の歩兵旅団は2個連隊構成）を2つ持ち、砲兵力を欠いた丙師団である。後に師団砲兵隊が所属した。
1942年（昭和17年）5月から浙贛作戦に参加。さらに、広徳、衢州、麗水、温州などでの作戦に従事した。その後、嘉興方面で防備を固めていたが、関東軍への転用が命じられ、満州に向けて出発した直後に終戦を迎えた。

## 師団概要

### 歴代師団長
- 内田孝行 中将：1942年（昭和17年）4月1日 - 終戦[1]

### 参謀長
- 塩島荘夫 大佐：1942年（昭和17年）4月15日 - 1944年3月1日[2]
- 中川俊二 大佐：1944年（昭和19年）3月1日 - 終戦[3]

### 最終司令部構成
- 参謀長：中川俊二大佐
  - 参謀：酒巻益次郎少佐
- 高級副官：西川理助中佐

### 最終所属部隊
- 歩兵第61旅団（広島）：今関靖夫少将
  - 独立歩兵第102大隊：宍戸七郎大尉
  - 独立歩兵第103大隊：河野隆夫少佐
  - 独立歩兵第104大隊：海野鯱麻呂大尉
  - 独立歩兵第105大隊：大西粂蔵大尉
- 歩兵第62旅団（広島）：塘真策少将
  - 独立歩兵第121大隊：折田卓郎大尉
  - 独立歩兵第122大隊：藤江秋蔵大尉
  - 独立歩兵第123大隊：時広義人大尉
  - 独立歩兵第124大隊：田辺新之中佐
- 第70師団砲兵隊：望月淳一郎大尉
- 第70師団通信隊：吉川義則大尉
- 第70師団兵器勤務隊：北川永雪大尉
- 第70師団工兵隊：日下康久少佐
- 第70師団輜重隊：下川渉少佐
- 第70師団野戦病院：小森豊軍医少佐